# 奧斯特洛聖經
奧斯特洛聖經（Ostrog Bible）是一部最早的東斯拉夫語翻譯聖經、也是以教會斯拉夫語所出版的聖經中最完整的第一部，在1581年出版于波蘭立陶宛的奧斯特羅赫地區，由俄羅斯印刷業者伊凡·弗德拉夫承攬印制，並由烏克蘭王公康斯坦丁·瓦西爾·奧斯特羅斯基所贊助出版的。
奧斯特洛聖經就旧约圣经這一部分的翻譯而言不但是從希伯來文馬所拉文本，也是從希臘文七十士譯本翻譯過來的，因此它在教會斯拉夫語的聖經中是無與倫比的。此經翻譯本是根據傑納第斯的傑納第斯聖經與亞歷山大古抄本的手稿，包含有舊約及新約共76書。經中某些部份是依據法蘭斯克·斯卡利納的翻譯。
奧斯特洛聖經在兩個日期付印出版：1580年7月12日，及1581年8月12日。第二版在排字、表裝、及印錯字的校正上是不同於1580年所出的原版。聖經的出版延誤是會出現的，在於它須要移除錯誤、或則為了校正教義問題在解答上的邏輯性而作的一些搜查、或則為了獲得正確的翻譯。聖經的編輯也會耽誤印刷的工作。並且在那個時候，弗德拉夫及他的伙伴也印刷其它的聖經相關書籍。奧斯特洛聖經于第一版的印刷裡不再須要校正的部分為：詩篇與新約。
奧斯特洛聖經為一部1256頁的大部頭出版品，在為其獨特準備的字體、及書籍的表裝圖案也是極盡裝飾之能事。從印刷的觀點來看，奧斯特洛聖經是無懈可擊的。這也是聖經第一次以西里尔字母之型式來印刷出版。它不但是最早的俄語本聖經，也是往後聖經俄語版的出版模範樣式。
第一次印刷出版的奧斯特洛聖經其重要性是很難得到高度的評價。奧斯特洛斯基王子送了許多部的聖經給教宗額我略十三世及沙皇伊凡四世，不過也送了一部給英國大使。當伊凡·弗德拉夫離開奧斯特洛時也隨身帶走400本聖經。到今天只有300本奧斯特洛聖經留存。
奧斯特洛聖經在烏克蘭、俄羅斯、及白俄羅斯廣為人所知，相同的在其它的國家也是一樣。它收藏登錄在牛津圖書館裡；而複本也被一些個人所收藏如：古斯塔夫二世·阿道夫國王、巴貝里尼家族樞機主教、及在那個時期的許多科學家與公眾著名人物。奧斯特洛聖經並于1663年在莫斯科付印。
奧斯特洛聖經對於東正教的教育而言是十足重要的，也可經由奧斯特洛聖經所教導的教義來抵擋天主教在烏克蘭及白俄羅斯的所帶來的壓力。

## 外部連結
- Article at krotov.info （页面存档备份，存于）
- About the modern publiction of the Ostrog Bible
- Reprint in DjVu format
- http://www.knyhastara.com/?id=1 （页面存档备份，存于）
- http://samstar-biblio.ucoz.ru/load/46-1-0-84 （页面存档备份，存于）